# Louis Agut
Pour les articles homonymes, voir Agut.
Louis Agut, né le 14 juillet 1695 et mort à Mâcon le 19 juin 1778 est un prêtre catholique français, fondateur de l'hospice des Incurables de Mâcon et de la congrégation des sœurs du Saint-Sacrement.

## Biographie

### Les débuts
Le père de Louis Agut est Antoine Agut. Il exerce la profession  de corroyeur à Espalion (Rouergue), il va exercer son métier à Mâcon vers 1670.  Il s’est marié le 1er juin 1683 avec Élisabeth Bondonne, mais, en 1692, il est veuf. Il se remarie, le 7 septembre 1794, avec Charlotte Dubief. Ils ont quatre enfants, le premier est Louis Agut. Charlotte Dubief décède le 15 mai 1709. 
Il fut admis comme externe au collège des jésuites. Il intègre ensuite le grand séminaire de Mâcon, tenu par les Oratoriens, rivaux des jésuites.  Louis Agut estimait que les jésuites étaient des modèles. Son ordination sacerdotale a lieu en 1719 ou en 1720. Il est affecté à la collégiale Saint-Pierre, celle de son enfance. 
Louis devient en 1725 un des sept chanoines de la collégiale Saint-Pierre, il est admis  au nombre des chevaliers de Saint-Pierre. .
L’hiver 1731-1732 est rude. Louis Agut vient au secours de ceux qui souffrent le plus des rigueurs  de l’hiver. Le 20 mars 1722 il loue une chambre pour accueillir les malheureux atteints d’inguérissables infirmités.  Il ne s’agit encore que d’un abri pouvant accueillir quatre ou cinq personnes. En 1733 il devient secrétaire du chapitre de la collégiale Saint-Pierre.

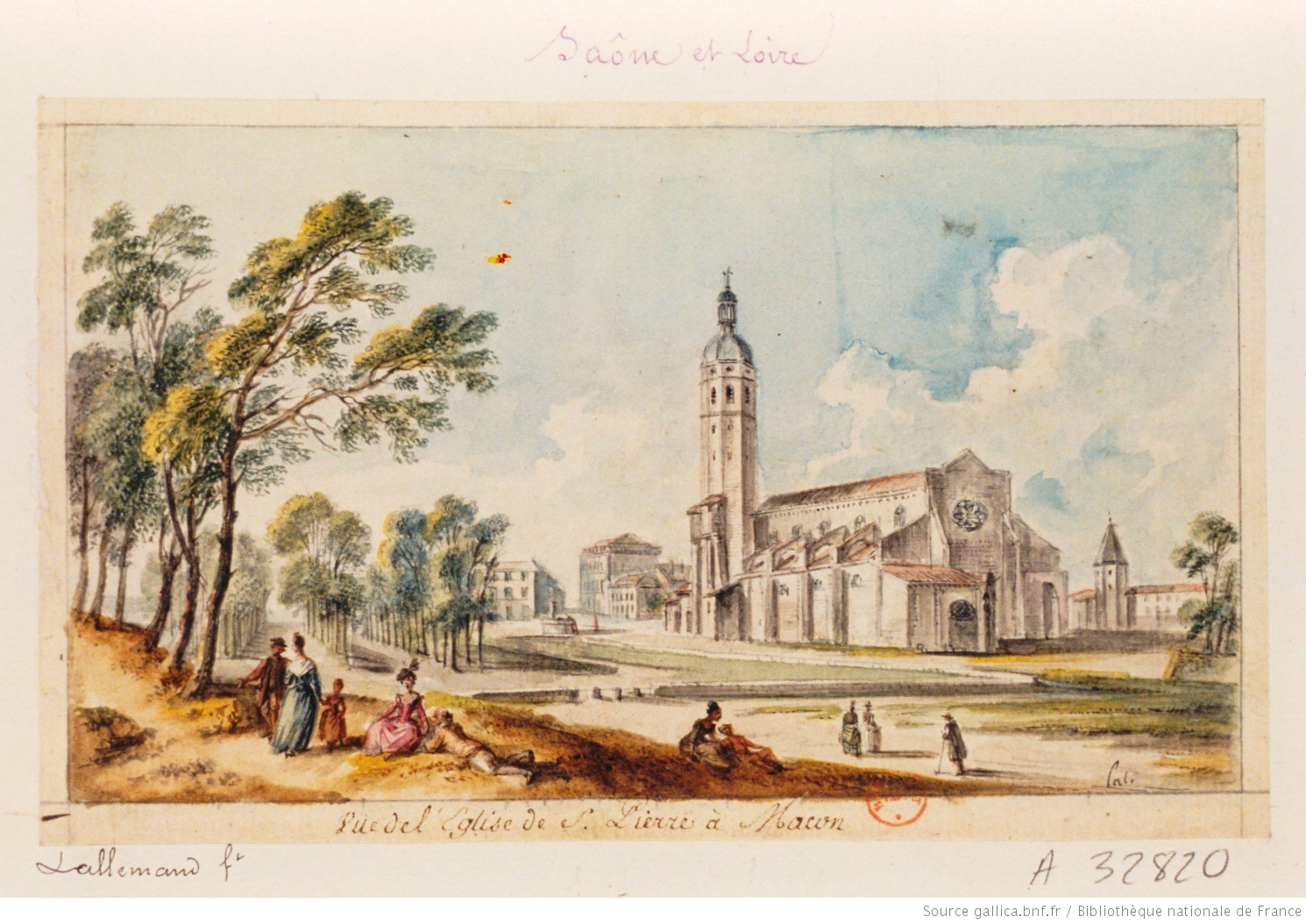
Vue de l'église Saint-Pierre (dessin de Jean-Baptiste Lallemand (1716-1803)

### Création de l’hôpital des incurables à Mâcon
Pour pérenniser et amplifier son action d’accueil des indigents, Louis Agut met toute son énergie à convaincre la famille Pochon de lui vendre des terrains, afin de construire une chapelle et des bâtiments, et il demande à Monseigneur de Valras, évêque de Mâcon, de l’aider financièrement. En 1739 les indigents peuvent occuper des bâtiments neufs. Dix ans plus tard, ils seront une quarantaine, et vingt ans plus tard soixante. En 1770, le nouvel hôpital est approuvé légalement par lettres-patentes du roi qui prévoit que L. Agut en conservera l'administration jusqu'à sa mort. En 1771, L. Agut donne à la ville de Mâcon son hôpital sous la réserve qu'il sera desservi à perpétuité par les sœurs du Saint-Sacrement. 

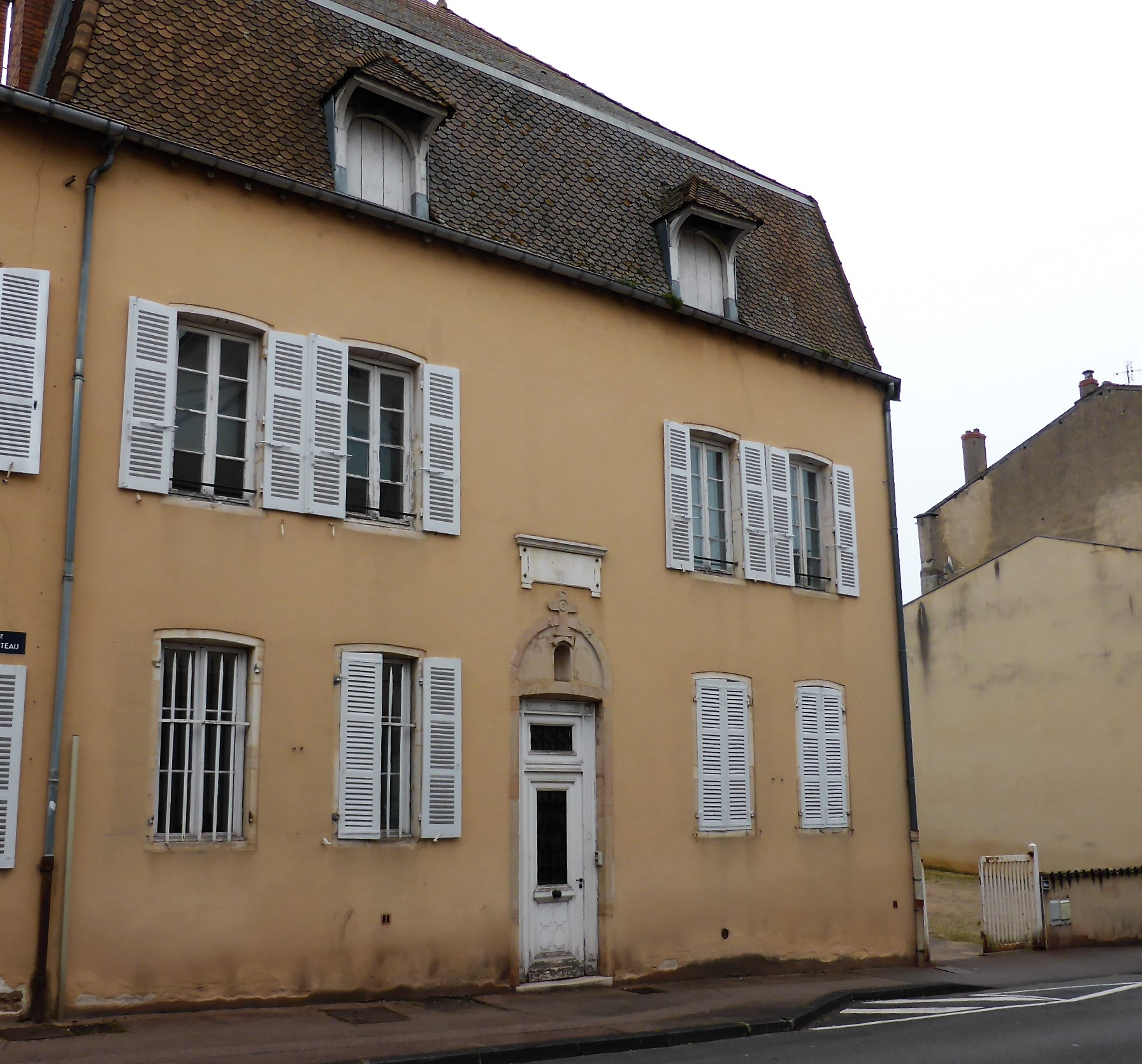
Façade (en 2017), à Mâcon, rue Rambuteau, de l'Hôpital La providence (ou des incurables) fondé par Louis Agut.

### Les sœurs du Saint-Sacrement
Afin d'assurer le fonctionnement de l'hôpital, Louis Agut ait appel à des femmes de bonne volonté. Plusieurs jeunes filles et veuves répondent à son appel. Il en choisit une pour assurer la responsabilité de l'équipe, Marie-Françoise Vallet, qui meurt en 1748. Au delà du service à l'hôpital, Louis Agut voit se développer une demande de services à domicile, dans les villages et campagnes. Cette nouvelle assistance est assurée par d'autres femmes. De fait, une communauté était naissante. mais la reconnaissance sous forme de congrégation n'était pas aisée, le pape Benoît XIV ayant rappelé à l'épiscopat les risques des abus de la vie religieuse. Cependant ce fut acquis en 1752 grâce à Monseigneur Madot, évêque de Chalon-sur-Saône (Congrégation des Sœurs du Saint-Sacrement).  Elles fusionnent en 2007 avec 4 autres instituts pour donner les sœurs de Jésus Serviteur.